# Ōkubo Tadanao
Pour les articles homonymes, voir Ōkubo.
Ōkubo Tadanao est un nom japonais traditionnel ; le nom de famille (ou le nom d'école), Ōkubo, précède donc le prénom (ou le nom d'artiste).
Ōkubo Tadanao (大久保 忠愨) (20 mars 1829 - 23 décembre 1859) est le 8e et dernier daimyō du domaine d'Odawara dans la province de Sagami,  (moderne préfecture de Kanagawa) à la fin de l'époque d'Edo de l'histoire du Japon. Son titre de courtoisie est Kaga no Kami.

## Biographie
Ōkubo Tadanao est le fils posthume d'Ōkubo Tadanaga, fils et héritier d'Ōkubo Tadazane, 7e daimyō du domaine d'Odawara. Il est adopté par son grand-père, qui, cependant, meurt en 1837, le laissant 10e chef du clan et daimyō d'Odawara à l'âge de 9 ans. Il ne tarde pas à tomber sous l'influence de la faction des conseillers conservateurs qui rejettent les réformes radicales de Ninomiya Sontoku, conseiller principal de son grand-père, et finalement inverse la plupart des gains réalisés. Durant son mandat, il est affecté à des fonctions supplémentaires à la surveillance des côtes de la province d'Izu contre les incursions des navires étrangers et chargé de la sécurité de la légation américaine à Shimoda, où Townsend Harris négocie le Traité d'amitié et de commerce (États-Unis - Japon) en 1858.
Bien que marié à une fille de Shimazu Narinobu daimyo du  domaine de Satsuma, il meurt sans héritier en 1859.

## Source de la traduction
- (en) Cet article est partiellement ou en totalité issu de l’article de Wikipédia en anglais intitulé « Ōkubo Tadanao » (voir la liste des auteurs).